# Curcuma sichuanensis
Curcuma sichuanensis là một loài thực vật có hoa trong họ Gừng. Loài này được Xiu Xiang Chen mô tả khoa học đầu tiên năm 1984. Tên gọi trong tiếng Trung là 川郁金 (xuyên uất kim), nghĩa đen là uất kim Tứ Xuyên.

## Từ nguyên
Tính từ định danh sichuanensis lấy theo tên tỉnh Tứ Xuyên (chữ Hán: 四川, bính âm: sìchuān).

## Phân bố
Loài này có tại tỉnh Tứ Xuyên và tây nam tỉnh Vân Nam (huyện cấp thị Cảnh Hồng), Trung Quốc. Môi trường sống là ven sông, ở cao độ khoảng 900 m.

## Mô tả
Cây cao 0,7-1,5 m. Thân rễ ruột màu trắng hoặc hơi vàng, có mùi thơm; rễ có củ ở tận cùng. Cuống lá 12–30 cm; phiến lá hình elip hoặc hình elip thuôn dài, 35-85 × 13–21 cm, nhẵn nhụi, gốc thon nhỏ dần, lệch, đỉnh hình đuôi. Cụm hoa đầu cành trên các thân giả; cuống cụm hoa 15 – 22 cm; cành hoa bông thóc hình trụ, 14–20 cm × 5-8; lá bắc sinh sản hình trứng, 3,5-4,5 × 2-3,2 cm, đỉnh tù; lá bắc mào màu trắng, đôi khi hơi đỏ-tía ở đỉnh, hình trứng hoặc hình elip  thuôn dài, đỉnh nhọn. Đài hoa hình chùy, ~1 cm, đỉnh 3 răng không đều. Ống tràng hoa màu vàng nhạt, hình phễu, 2,5-3,2 cm; các thùy màu ánh vàng, thuôn dài, thùy trung tâm ~2 × 1,3 cm, có mấu nhọn ở đỉnh. Các nhị lép bên màu vàng nhạt, hình trứng ngược, ~2 × 1,1 cm, đỉnh 2 khe hở. Cánh môi màu trắng với dải màu vàng ở giữa, hình trứng, ~2 × 1,6 cm, đỉnh lồi, có khía răng cưa. Bầu nhụy có lông nhung. Quả nang hình cầu. Hạt nhỏ. Ra hoa tháng 7.